# Boržavske
Boržavske, dříve Velká Čyngava nebo také  Velká Čengava, ukrajinsky Боржавське, do roku 1946 Велика Чингава, maďarsky Nagycsongova, je obec ve Vinohradivské městské komunitě, v okrese Berehovo, v Zakarpatské oblasti Ukrajiny. V roce 2024 v obci žilo 2 909 obyvatel.

## Historie
První písemná zmínka o této obci pochází z roku 1351. Do uzavření Trianonské smlouvy byla obec součástí Uherska, poté byla  součástí Československa; v  roce 1921 v obci žilo 1366 obyvatel, z toho 1305 Rusínů, 3 Maďaři a 57 Židů. Od 15. dubna 1939 byla obec součástí samostatného státu Karpatská Ukrajina; za několik dní pak bylo Zakarpatí obsazeno maďarskými vojsky. Od roku 1945 byla obec součástí Ukrajinské sovětské socialistické republiky, která byla součástí SSSR; od roku 1991 je součástí nezávislé Ukrajiny.